# Арлекс ан Гоел
Арлекс ан Гоел (фр. Arleux-en-Gohelle) насеље је и општина у североисточној Француској у региону Север-Па де Кале, у департману Па де Кале која припада префектури Арас.
По подацима из 2011. године у општини је живело 820 становника, а густина насељености је износила 130,78 становника/km². Општина се простире на површини од 6,27 km². Налази се на средњој надморској висини од 69 метара (максималној 75 m, а минималној 50 m).

## Демографија
| 1962. | 1968. | 1975. | 1982. | 1990. | 1999. | 2011. |
| ----- | ----- | ----- | ----- | ----- | ----- | ----- |
| 564   | 575   | 557   | 509   | 675   | 709   | 820   |

График промене броја становника у току последњих година